# Breaking It... A Story About Virgins
Breaking It... A Story About Virgins är en amerikansk film från 1984 med Traci Lords, regisserad av David I. Frazer och "Svetlana". Berättare i filmen är Paul Thomas. Filmen handlar om att mista oskulden, vilket aktörerna i filmen låtsas göra, med exempelvis kompisens far eller sin gymnastiklärare.

## Rollista
- Traci Lords – Jodie Brown
- Jamie Gillis – Mr. Brown
- Rachel Ashley – Felicity
- John Leslie – Mr. Warren
- Roxanne Rollan
- Paul Thomas – sig själv/berättare
- Marguerite Nuit – Debbie
- Peter North – Brian
- Tom Byron – John

### Webbkällor
- Breaking It... A Story About Virgins på Internet Movie Database (engelska)